# جاستن هاريل
جاستن هاريل (بالإنجليزية: Justin Harrell)‏ هو لاعب كرة قدم أمريكية أمريكي، ولد في 14 فبراير 1984 في مارتن في الولايات المتحدة.

## وصلات خارجية
- جاستن هاريل على موقع إي إس بي إن.كوم (أن.أف.أل)3
- جاستن هاريل على موقع مرجع كرة القدم المحترفة.كوم (الإنجليزية)